# Timothy Stevens
Timothy Stevens (Sint-Truiden, 26 maart 1989) is een Belgisch wielrenner die anno 2018 rijdt voor Cibel-Cebon.
Stevens werd in 2007 Belgisch kampioen teamsprint bij de junioren, samen met Stijn Steels en Frederique Robert.

## Baanwielrennen

### Palmares
| Jaar     | BK                        | EK       | WK       | Overig   |
| Junioren | Junioren                  | Junioren | Junioren | Junioren |
| -------- | ------------------------- | -------- | -------- | -------- |
| 2006     | Ploegenachtervolging      |          |          |          |
| 2007     | Teamsprint, Achtervolging |          |          |          |

## Wegwielrennen

### Overwinningen
2010
3e etappe Ronde van Antwerpen
2012
Dwars door het Hageland
2017
Arno Wallaard Memorial
2018
Kustpijl

## Ploegen
- 2010 –  Vacansoleil Pro Cycling Team (stagiair vanaf 1-8)
- 2012 –  Accent.Jobs-Willems Veranda's (stagiair vanaf 1-8)
- 2013 –  Team3M
- 2014 –  Team3M
- 2015 –  Vastgoedservice-Golden Palace Continental Team
- 2016 –  Crelan-Vastgoedservice Continental Team
- 2017 –  Pauwels Sauzen-Vastgoedservice Continental Team
- 2018 –  Cibel-Cebon

Wielerploegen van Timothy Stevens
Božič ·
Carrara · 
B. Feillu · 
R. Feillu · 
Gardeyn ·
Gołaś · 
van Groen ·
Hoogerland ·
Lagoetin ·
van Leijen · 
Leukemans ·
Marcato ·
Mol ·
Mortensen · 
Mouris ·
Ongarato · 
Poels ·
Pronk (tot 25/04) ·
Riccò (vanaf 01/09) ·
Rossetto ·
Ruijgh ·
Traksel · 
Veuchelen · 
Westra ·
Ligthart (stagiair) ·
Stevens (stagiair) 
Caethoven · A. Cappelle · Tsjoezjda · De Vocht · De Wilde · Degand · Drucker · Gilbert · Goris · Habeaux · Hoste · Ista · Scheirlinckx · Van Dijk · Van Goolen · Van Groen · Van Melsen · Vanlandschoot · Verbist · De Troyer (stagiair) · Stevens (stagiair) · Verraes (stagiair)
Bernatonis · De Gans · Goovaerts · Heytens · Janssens · Pieters · Ratcliff · Rigaux · Schuermans · Segers · Stevens · Terpstra · Vangheel · Vanhaecke · Verkinderen · Vingerling · Wippert · De Vos (stagiair) · Van Zummeren (stagiair)
De Vos · de Man · Devriendt · Druyts · Franckaert · Janssens · Juodvalkis · Pot · Schuermans · Segers · Sleurs · Stevens · Van Hoovels · M.van Zijl · D.van Zijl · Van Zummeren · Vandenbogaerde · Vanspeybroeck · Vermeulen · Vingerling · Gough (stagiair)
Bouvry · Cobbaert · Coenen · Cools · De Bock · De Paepe · Dieleman · Jans · Janssens · Marchand · Raymackers · J. Reynaerts · W. Reynaerts · Ruyters · Stevens · Teugels